# 에벨린 하고엘
에벨린 하고엘(히브리어: אוולין הגואל, 영어: Evelin Hagoel, 1961년 1월 27일 ~ )은 이스라엘의 배우이다. 제22회 오빌상 여우주연상 수상자이다.